# Shouthélah
Shouthélah est un fils d'Éphraïm fils de Joseph et d'Asnath. Ses descendants s'appellent les Shouthélahites.

## La famille de Shouthélah
Shouthélah est un fils d'Éphraïm, a pour frères Béker et Tahân, a pour fils Érân.

## La famille des Shouthélahites
La famille des Shouthélahites dont l'ancêtre est Shouthélah sort du pays d'Égypte avec Moïse,.